# Descalzos por el parque (película)
Descalzos por el parque (Barefoot in the Park, en su título original) es una película estadounidense, adaptación de la obra de teatro homónima de Neil Simon dirigida por Gene Sacks. La película, al igual que la obra, se desarrolla, prácticamente, en un único escenario: un pequeño y problemático apartamento.  

## Argumento
La pareja formada por los recién casados Paul (Robert Redford) y Corie (Jane Fonda), tras seis días de fogosa estancia en una habitación del Hotel Plaza, se trasladan a su primer hogar, un pequeño y humilde apartamento en un quinto piso sin ascensor de una vieja mansión en el barrio neoyorquino de Greenwich Village.
Los problemas que surgen al instalarse, agravados por la presencia del excéntrico vecino Víctor Velasco (Charles Boyer) y de Ethel, la madre de Corie (Mildred Natwick), ponen a prueba la vida matrimonial, y ponen en evidencia sus diferencias de carácter: Paul es serio, reflexivo, prudente, predecible; Corie es vital, apasionada, romántica e impredecible.
Corie establece una cita para cenar con Paul, Victor y la madre de Corie, Ethel Banks en un plan para hacer que la madre de Corie se enamore de Victor. Corie siente que su madre está sola ahora que vive sola y necesita amor. Victor los lleva a todos a un restaurante albanés en Staten Island donde conoce al dueño. Allí, el grupo bebe, y Corie y Victor bailan con la bailarina del vientre, mientras Paul y Ethel miran avergonzados.
Después, Corie y Víctor regresan al departamento de buen humor mientras Paul y Ethel se arrastran con la fatiga. Mientras Victor acompaña a Ethel afuera, Corie y Paul comienzan una discusión sobre sus diferencias. Corie siente que su espíritu aventurero se ve obstaculizado por el comportamiento cauteloso de Paul. Uno de los ejemplos que da es que él no iría descalzo al parque con ella una noche. Su excusa fue que se estaba nevando. Corie dice que echará a Paul y conseguirá un perro grande para protegerla de él. Paul dice que tal vez finalmente le permita tener a alguien que irá descalza al parque con ella. Eventualmente se van a dormir, Corie en su pequeña habitación y Paul durmiendo en el sofá bajo un agujero en el tragaluz en una nevada noche de febrero.
Al día siguiente, Paul llega a casa con fiebre, pero Corie aún insiste en que quiere el divorcio. Los dos pasan un momento incómodo juntos en su departamento antes de que Corie eche a Paul. Luego recibe una llamada de su tía, diciéndole que Ethel no volvió a casa. Corie entra en pánico y finalmente descubre que su madre estaba en el departamento de Victor. Mientras Victor la acompañaba a su casa en Nueva Jersey la noche anterior, Ethel se resbaló en las escaleras heladas y cayó. Víctor y algunos vecinos la llevaron de regreso al departamento de Víctor, donde pasaron la noche. Curiosamente, Ethel no llevaba nada más que ropa interior y el kimono japonés de Víctor. Resultó que Victor había limpiado en seco el vestido de Ethel.
Mientras tanto, un borracho Paul se salta el trabajo y se sienta en Washington Square Park. Prestando atención al consejo de su madre, Corie sale a buscar a Paul y lo encuentra borracho y corriendo descalzo por el parque. Paul, que alguna vez fue cauteloso, ahora es un borracho amante de la diversión, mientras que Corie lo persigue con cautela para que se sienta sobrio. Finalmente, Paul dice que también es su departamento y que volverá a casa. Corie lo sigue. De vuelta en el apartamento, Paul, todavía borracho, se sube al techo del apartamento. Asustada de que pueda caerse, Corie le ruega que baje mientras le habla a través del agujero en el techo de cristal. Él dice que solo bajará si ella repite después de él. Él quiere que ella admita que su esposo es un borracho loco, cuando algunas noches antes lo regañó por ser tan prudente y práctico, incluso cuando está borracho. Mientras tanto, al darse cuenta de dónde está, Paul se asusta y casi se cae del edificio. Corie le pide a Paul que cante una canción popular albanesa que habían escuchado en el restaurante que Víctor los había llevado a calmarse. Mientras canta, Corie sube al techo para ayudarlo a bajar. Una multitud de curiosos comienza a reunirse en la calle, incluidos Ethel y Victor. Cuando Corie llega a Paul, se besan y bajan mientras la multitud aplaude.

## Elenco
| Robert Redford  | Paul Bratter   |
| Jane Fonda      | Corie Bratter  |
| Charles Boyer   | Victor Velasco |
| Mildred Natwick | Ethel Banks    |
| Herb Edelman    | Harry Pepper   |
| Mabel Albertson | Harriet        |

- Datos: Q367610
- Multimedia: Barefoot in the Park (film) / Q367610